# Limbochromis robertsi
Limbochromis rubripinnis es una especie de peces de la familia Cichlidae en el orden Perciformes.

## Morfología
Los machos pueden llegar alcanzar los 7,7 cm de longitud total.

## Hábitat
Es una especie de clima tropical que vive entre 22 y 25 °C  de temperatura.

## Distribución geográfica
Se encuentran en África: Ghana.